# 6338 Isaosato
6338 Isaosato (1992 UO4) là một tiểu hành tinh vành đai chính được phát hiện ngày 16 tháng 10 năm 1992 bởi Endate & Watanabe ở Kitami.